# Antípatro de Macedonia
Antípatro (en griego antiguo: Ἀντίπατρος, Antípatros, «como el padre»; ca. 397-319 a. C.) fue un general y gobernante macedonio en los reinados de Filipo II y de su hijo Alejandro Magno. Su hijo Casandro llegaría a ser rey de Macedonia por derecho propio.
Fue el último general que quedaba superviviente de entre los militares de Filipo II de Macedonia. Durante el mandato de Alejandro Magno fue general en jefe de los macedonios en Europa y gobernador en Grecia mientras que el militar Hárpalo gobernaba en Babilonia.
Las relaciones entre Antípatro y Olimpia de Epiro, madre de Alejandro Magno, que había enviado a su hijo varias cartas denunciando la deslealtad del general, se deterioraron gravemente tras la partida de Alejandro, hasta el punto que Olimpia fue obligada a exilarse al Épiro en 331 a. C..  Según Plutarco, Alejandro temía la ambición y el doble juego de Antípatro. Sin embargo, según Arriano, Alejandro no habría dudado de la lealtad de su general. Animado por la reina madre, Alejandro decidió llamar a Antípatro a Babilonia en la primavera de 324 a. C. para pedirle cuentas, pero este se negó a acudir y envió a su hijo Casandro, acompañado por Yolas, para defender su causa. Fue en vano, pues Alejandro encargó al fiel Crátero volver a Macedonia, con la misión secreta de destituir a Antípatro, pero la muerte de Alejandro en junio de 323 a. C. modificó el plan. Después de la muerte de Alejandro Magno, sus generales se repartieron el imperio, siendo protagonistas durante veinte años de grandes luchas por obtener el poder. Fueron los llamados diádocos, (διάδοχοι) o sucesores.

## Guerra lamiaca
Hárpalo traicionó a los suyos y huyó a Atenas llevándose un gran tesoro perteneciente a Macedonia. Antípatro exigió a los atenienses que le entregasen al traidor, pero no lo hicieron. Lo que sí hicieron fue requisarle el tesoro y mantenerlo en custodia en el Partenón, «hasta el regreso de Alejandro», que se hallaba en campaña. Los atenienses se dieron cuenta de que el tal tesoro estaba compuesto por la mitad de lo que se suponía que era. Cuando Hárpalo, culpable de robo, supo que le habían descubierto, huyó a la isla de Creta, donde fue encontrado y asesinado. La justicia de Atenas siguió investigando pues necesitaba un chivo expiatorio para dar detalles a Alejandro. Entonces fue cuando encontraron una cierta culpabilidad en Demóstenes, que fue encarcelado. Pero Demóstenes consiguió huir de la cárcel.
Después de la muerte de Alejandro, los griegos creyeron sentirse libres y poderosos y organizaron un ejército que efectivamente derrotó a Antípatro en Beocia. Pero en el 322 a. C. toda Grecia cayó de nuevo en manos del general macedonio, quien además pidió que le entregaran a Demóstenes. Antes de que pudieran capturarle de nuevo, Demóstenes huyó a una pequeña isla; allí se refugió en un templo y se suicidó con veneno.

## Regencia
Dos años después de la muerte de Alejandro, Antípatro fue nombrado regente supremo de Macedonia. La muerte de Pérdicas conlleva  un nuevo reparto de cargos. En el consejo de Triparadiso, en Siria, Antípatro, que se presenta por primera vez en Asia, recibe plenos poderes, con el título de epimeleta (protector de los reyes). Se convirtió así en regente del imperio y tutor de los reyes, aunque su autoridad fue brevemente discutida. Eurídice Il le acusó en público, pero la intervención de las tropas de Antígono I permitió al regente controlar la situación.
Antípatro tuvo un hijo llamado Casandro. Los historiadores coinciden en afirmar que no confiaba demasiado en las dotes que este hijo pudiera tener para gobernar, así que no le nombró  sucesor de la regencia en su testamento, sino que nombró a su compañero Poliperconte. Sin embargo, Casandro llegó al poder en Macedonia mediante un golpe de Estado después de la muerte de su padre.